# Mendeleev Communications
Mendeleev Communications (abreujada Mendeleev Commun.) és una revista científica que publica articles de recerca originals en tots els camps de la química i que començà a publicar-se el 1991 per part de la Societat Química Russa i la Royal Society of Chemistry. El seu factor d'impacte ha anat pujant des del 0,814 el 2010 al 2,098 el 2018. Fa honor al químic rus Dmitri I. Mendeléiev que és l'autor de la taula periòdica.